# ورزشگاه کالدونیان
ورزشگاه کالدونیان (به انگلیسی: Caledonian Stadium) یک ورزشگاه فوتبال در بریتانیا است که در هایلند واقع شده‌است.